# Félix Louis Pluijms
Felix Louis Pluyms
Félix Louis Pluijms ou Pluyms, né à Amsterdam le 18 août 1814 et mort à Anvers le 5 septembre 1882, est un peintre néerlandais installé en Belgique qui s'illustre dans les paysages, les scènes de genre et les natures mortes.

## Biographie
Félix Louis Pluijms (parfois orthographié Pluyms) est né à Amsterdam en 1814. Il est le fils de Pierre Joseph (Petrus Josephus) Pluijms, apothicaire et d'Henriette (Henrica) Beckers qui résidaient un temps, avant la naissance de Félix Louis, à Anvers.
Actif comme peintre dès 1829, il quitte sa ville natale en 1832 afin d'étudier à l'académie royale des beaux-arts d'Anvers, où il est l'élève d'Ignace van Regemorter,.
Il demeure à Anvers, d'abord à la rue de Gibraltar (1836), Canal des Récollets (1839), puis à la rue des Frères minimes, jusqu'à sa mort. Il expose au salon d'Anvers, en 1834, puis aux salons de Bruxelles de 1836, 1842 et 1845, tout en continuant à présenter des œuvres aux salons des Pays-Bas et notamment à La Haye. Il devient membre de la section des beaux-arts du Cercle artistique d'Anvers.
Félix Louis Pluijms meurt, célibataire, à Anvers, Minderbroedersstraat, no 59, le 5 septembre 1882. Dans son testament, rédigé le 18 avril 1882, le peintre lègue aux écoles de la ville d'Anvers une somme de 20 000 francs et aux hospices de la ville une somme de 45 000 francs.

## Œuvres
Quelques œuvres :
- Un homme à cheval demandant le chemin à une paysanne, salon d'Anvers de 1834.
- Une distribution de prix, salon de Bruxelles de 1836.
- Un retour de chasse, salon de Bruxelles de 1839.
- Vue des ruines de Brederode, près de Haarlem (1841), salon de La Haye de 1841.
- Vue de la ville de Haarlem, salon de La Haye de 1841.
- Un pêcheur sur la plage (1841).
- Le jeu de palet, salon de Bruxelles de 1842.
- Scène de marché (1842).
- Paysage hollandais avec des groupes d'arbres et un étang (1845).
- Le vendeur d'huitres, salon de La Haye de 1845.
- Cour de ferme hollandaise (1845).
- Un chimiste, salon d'Anvers de 1846.